# Hoàng Đăng Huệ
Hoàng Đăng Huệ (1932 – 31 tháng 12, 2014) là tướng lĩnh cấp cao của Quân đội nhân dân Việt Nam, mang quân hàm Thiếu tướng, nguyên Bí thư Đảng ủy – Phó Tư lệnh chính trị Binh chủng Tăng – Thiết giáp thuộc Bộ Quốc phòng Việt Nam. Ông sinh ra tại xã Yên Thành, huyện Ý Yên, tỉnh Nam Định.
Trong thời kỳ kháng chiến, Thiếu tướng Hoàng Đăng Huệ để lại dấu ấn đặc biệt khi đảm nhận nhiệm vụ bảo vệ an ninh chính trị cho Chủ tịch Hồ Chí Minh. Với tinh thần trách nhiệm và sự tận tâm, ông đã góp phần giữ gìn sự an toàn tuyệt đối cho vị lãnh tụ tối cao của dân tộc Việt Nam 
Ghi nhận những cống hiến to lớn của ông, Đảng, Nhà nước và Hội đồng Nhân dân tỉnh Khánh Hòa đã đặt tên đường Hoàng Đăng Huệ tại thành phố Nha Trang, như một sự tri ân và tôn vinh dành cho ông.

## Sự nghiệp
- Tiểu đội trưởng Tiểu đội của Anh hùng lực lượng vũ trang Phan Đình Giót
- Phụ trách công tác an ninh cho Chủ tịch Hồ Chí Minh và Bảo vệ Bộ Tổng Tư Lệnh
- Bí thư Đảng uỷ, Phó Tư lệnh chính trị, Chủ tịch Hội đồng Nhà đất Bộ Tư lệnh Tăng Thiết Giáp.

## Cống hiến đối với Binh chủng Tăng Thiết Giáp, Bộ Quốc Phòng
"Nhiều chiến sĩ Binh chủng từng nói: 'Nếu không có tướng Huệ, nhiều anh em chúng tôi đã không có mái nhà để trở về.' Câu nói đầy xúc động này bắt nguồn từ sự tận tâm và tầm nhìn của Thiếu tướng Hoàng Đăng Huệ. Khi đảm nhiệm vai trò Chủ tịch Hội đồng Nhà đất, ông đã kiên trì thuyết phục Đảng ủy và Hội đồng, mạnh dạn xin cấp trên phê duyệt đất ở cho những chiến sĩ không đủ tiêu chuẩn. Chính nhờ tấm lòng bao dung và trách nhiệm của ông, biết bao gia đình chiến sĩ đã có được nơi an cư để ổn định cuộc sống."

## Huân, huy chương của Đảng, Bộ Quốc Phòng
Danh hiệu và phần thưởng cao quý gồm: Huân chương Quân công hạng Nhì, Huân chương Chiến công hạng Nhất, Nhì, Ba, Huân chương Kháng chiến hạng Nhất, Huân chương Chiến thắng hạng Ba, Huân chương Chiến sĩ vẻ vang hạng Nhất, Nhì, Ba, Huy chương Quân kỳ Quyết thắng, và Huy hiệu 60 năm tuổi Đảng. Đây là minh chứng cho những đóng góp kiên cường, xuất sắc và lòng trung thành tuyệt đối trong sự nghiệp xây dựng, bảo vệ Tổ quốc.